# Bus frontal
El front-side bus, también conocido por su acrónimo FSB (del inglés literalmente "bus de la parte frontal"), es el tipo de bus usado como bus principal en algunos de los antiguos microprocesadores de la marca Intel para comunicarse con el circuito integrado auxiliar o chipset. Ese bus incluye señales de datos, direcciones y control, así como señales de reloj que sincronizan su funcionamiento. En los nuevos procesadores de Intel desde Nehalem, y desde hace más tiempo que estos primeros en los de AMD, se usan otros tipos de buses como el Intel QuickPath Interconnect y el HyperTransport respectivamente.

## Back-side bus..
Algunas computadoras tienen una memoria caché L2 o L3 externa a la propia CPU conectados mediante un back side bus (literalmente bus trasero o bus de la parte de atrás). El acceso a la memoria caché, conectada a este bus, es más rápido que el acceso a la memoria de acceso aleatorio por el FSB. En la actualidad, la caché L2, ha sido directamente incluida en el chip del microprocesador, junto con la caché L1.

## Historia y futuro
El FSB comenzó a formar parte de la arquitectura de computadoras estándar desde que las aplicaciones requieren más memoria de la que el procesador podría retener.
Los más modernos FSB se utilizan a modo de conexión exclusiva principal entre la unidad central de procesamiento y el circuito integrado auxiliar. Este (generalmente compuesto por el trabajo en conjunto del puente norte o northbridge y el puente sur o southbridge) es el encargado de interconectar el resto de buses del sistema. Los buses como PCI, PCI Express, y buses de memoria se comunican con el chipset para permitir el correcto flujo de datos entre los diferentes dispositivos. Generalmente estos buses secundarios funcionan a una velocidad derivada de la velocidad del FSB.
Pese a la solución que dio al problema, siempre se ha pensado en que el FSB debería ser una tecnología con tendencia a desaparecer. Empresas como AMD siempre han criticado el FSB, ya que limita mucho las capacidades reales de un sistema generando mucha latencia y un tiempo de respuesta mayor, creando un auténtico cuello de botella para el resto de dispositivos. No fue hasta 2001 y la aparición de la tecnología HyperTransport cuando se pudo diseñar una tecnología capaz de reemplazar el uso del FSB. Actualmente empresas fabricantes de chipsets como NVIDIA, Silicon Integrated Systems o VIA Technologies, ya han comenzado a eliminar el uso del FSB sustituyéndolo con la versión 3.0 de HyperTransport.